# ポーラ＝メイ・ウィークス
ポーラ＝メイ・ウィークス （英: Paula-Mae Weekes、1958年12月23日 -）は、トリニダード・トバゴ(T&T)の法曹（弁護士、裁判官）。2018年よりトリニダード・トバゴ共和国大統領を1期5年務めた。T&T初の女性大統領である。

## 来歴
トリニダード・トバゴの首都ポートオブスペインで高校を卒業後、1980年にバルバドスの西インド諸島大学ケイブヒル校で法律の学位を取得し、1982年にT&Tのセント・オーガスティンにあるヒュー・ウッディング法律学校にて法学教育資格を得た。その後11年間公的機関に勤務し、1993年に個人開業した。1996年にはトリニダード高等裁判所の判事に任命され、2005年からは11年間控訴裁判所の判事を務め、2016年に退任した。2012年8月には、最高裁判所長官のウェンデル・カンガルー判事が交通事故で負傷（後に死亡）したため、彼の代理として一時的に長官を務めている。2016年9月よりタークス・カイコス諸島に赴任し、2018年1月に退職した。 
2018年1月5日、ウィークスはキース・ローリー首相率いる与党人民国民運動より大統領候補に推薦された。前首相のカムラ・パサード＝ビセッサー率いる野党統一国民会議もウィークスを支持した。選挙当日までウィークス以外の候補者が現われなかったため、無投票当選となり、3月19日に第6代大統領として就任した。就任式はポートオブスペインにあるクイーンズ・パーク・サバンナにて催された。トリニダード・トバゴで1人目の女性大統領であり、英連邦王国時代から考えるとエリザベス2世に次ぐ2人目の女性元首となる。
2021年に警察サービス委員会(PSC)の人事を巡る混乱で議会に大統領弾劾決議案が提出されるに至ったが、10月21日の採決では賛成24、反対47で否決された。

## 家族
ポーラ＝メイ・ウィークスは結婚しておらず、子もいない。母親のフィリス・ウィークス（旧姓オックスレー、1928年12月28日生）もかつて裁判官だった。ロバートという弟がいたが、HIV感染による腎不全が原因で2000年に37歳で死亡している。